# Danh sách tiểu hành tinh: 2801–2900
| Tên                 | Tên đầu tiên | Ngày phát hiện       | Nơi phát hiện            | Người phát hiện                                        |
| ------------------- | ------------ | -------------------- | ------------------------ | ------------------------------------------------------ |
| 2801 Huygens        | 1935 SU1     | 28 tháng 9 năm 1935  | Johannesburg             | H. van Gent                                            |
| 2802 Weisell        | 1939 BU      | 19 tháng 1 năm 1939  | Turku                    | Y. Väisälä                                             |
| 2803 Vilho          | 1940 WG      | 29 tháng 11 năm 1940 | Turku                    | L. Oterma                                              |
| 2804 Yrjö           | 1941 HF      | 19 tháng 4 năm 1941  | Turku                    | L. Oterma                                              |
| 2805 Kalle          | 1941 UM      | 15 tháng 10 năm 1941 | Turku                    | L. Oterma                                              |
| 2806 Graz           | 1953 GG      | 7 tháng 4 năm 1953   | Heidelberg               | K. Reinmuth                                            |
| 2807 Karl Marx      | 1969 TH6     | 15 tháng 10 năm 1969 | Nauchnij                 | L. I. Chernykh                                         |
| 2808 Belgrano       | 1976 HS      | 23 tháng 4 năm 1976  | El Leoncito              | Felix Aguilar Observatory                              |
| 2809 Vernadskij     | 1978 QW2     | 31 tháng 8 năm 1978  | Nauchnij                 | N. S. Chernykh                                         |
| 2810 Lev Tolstoj    | 1978 RU5     | 13 tháng 9 năm 1978  | Nauchnij                 | N. S. Chernykh                                         |
| 2811 Střemchoví     | 1980 JA      | 10 tháng 5 năm 1980  | Kleť                     | A. Mrkos                                               |
| 2812 Scaltriti      | 1981 FN      | 30 tháng 3 năm 1981  | Anderson Mesa            | E. Bowell                                              |
| 2813 Zappalà        | 1981 WZ      | 24 tháng 11 năm 1981 | Anderson Mesa            | E. Bowell                                              |
| 2814 Vieira         | 1982 FA3     | 18 tháng 3 năm 1982  | La Silla                 | H. Debehogne                                           |
| 2815 Soma           | 1982 RL      | 15 tháng 9 năm 1982  | Anderson Mesa            | E. Bowell                                              |
| 2816 Pien           | 1982 SO      | 22 tháng 9 năm 1982  | Anderson Mesa            | E. Bowell                                              |
| 2817 Perec          | 1982 UJ      | 17 tháng 10 năm 1982 | Anderson Mesa            | E. Bowell                                              |
| 2818 Juvenalis      | 2580 P-L     | 24 tháng 9 năm 1960  | Palomar                  | C. J. van Houten, I. van Houten-Groeneveld, T. Gehrels |
| 2819 Ensor          | 1933 UR      | 20 tháng 10 năm 1933 | Uccle                    | E. Delporte                                            |
| 2820 Iisalmi        | 1942 RU      | 8 tháng 9 năm 1942   | Turku                    | Y. Väisälä                                             |
| 2821 Slávka         | 1978 SQ      | 24 tháng 9 năm 1978  | Kleť                     | Z. Vávrová                                             |
| 2822 Sacajawea      | 1980 EG      | 14 tháng 3 năm 1980  | Anderson Mesa            | E. Bowell                                              |
| 2823 van der Laan   | 2010 P-L     | 24 tháng 9 năm 1960  | Palomar                  | C. J. van Houten, I. van Houten-Groeneveld, T. Gehrels |
| 2824 Franke         | 1934 CZ      | 4 tháng 2 năm 1934   | Heidelberg               | K. Reinmuth                                            |
| 2825 Crosby         | 1938 SD1     | 19 tháng 9 năm 1938  | Johannesburg             | C. Jackson                                             |
| 2826 Ahti           | 1939 UJ      | 18 tháng 10 năm 1939 | Turku                    | Y. Väisälä                                             |
| 2827 Vellamo        | 1942 CC      | 11 tháng 2 năm 1942  | Turku                    | L. Oterma                                              |
| 2828 Iku-Turso      | 1942 DL      | 18 tháng 2 năm 1942  | Turku                    | L. Oterma                                              |
| 2829 Bobhope        | 1948 PK      | 9 tháng 8 năm 1948   | Johannesburg             | E. L. Johnson                                          |
| 2830 Greenwich      | 1980 GA      | 14 tháng 4 năm 1980  | Anderson Mesa            | E. Bowell                                              |
| 2831 Stevin         | 1930 SZ      | 17 tháng 9 năm 1930  | Johannesburg             | H. van Gent                                            |
| 2832 Lada           | 1975 EC1     | 6 tháng 3 năm 1975   | Nauchnij                 | N. S. Chernykh                                         |
| 2833 Radishchev     | 1978 PC4     | 9 tháng 8 năm 1978   | Nauchnij                 | L. I. Chernykh, N. S. Chernykh                         |
| 2834 Christy Carol  | 1980 TB4     | 9 tháng 10 năm 1980  | Palomar                  | C. S. Shoemaker                                        |
| 2835 Ryoma          | 1982 WF      | 20 tháng 11 năm 1982 | Geisei                   | T. Seki                                                |
| 2836 Sobolev        | 1978 YQ      | 22 tháng 12 năm 1978 | Nauchnij                 | N. S. Chernykh                                         |
| 2837 Griboedov      | 1971 TJ2     | 13 tháng 10 năm 1971 | Nauchnij                 | L. I. Chernykh                                         |
| 2838 Takase         | 1971 UM1     | 16 tháng 10 năm 1971 | Hamburg-Bergedorf        | L. Kohoutek                                            |
| 2839 Annette        | 1929 TP      | 5 tháng 10 năm 1929  | Flagstaff                | C. W. Tombaugh                                         |
| 2840 Kallavesi      | 1941 UP      | 15 tháng 10 năm 1941 | Turku                    | L. Oterma                                              |
| 2841 Puijo          | 1943 DM      | 26 tháng 2 năm 1943  | Turku                    | L. Oterma                                              |
| 2842 Unsöld         | 1950 OD      | 25 tháng 7 năm 1950  | Brooklyn                 | Đại học Indiana                                        |
| 2843 Yeti           | 1975 XQ      | 7 tháng 12 năm 1975  | Đài thiên văn Zimmerwald | P. Wild                                                |
| 2844 Hess           | 1981 JP      | 3 tháng 5 năm 1981   | Anderson Mesa            | E. Bowell                                              |
| 2845 Franklinken    | 1981 OF      | 26 tháng 7 năm 1981  | Anderson Mesa            | E. Bowell                                              |
| 2846 Ylppö          | 1942 CJ      | 12 tháng 2 năm 1942  | Turku                    | L. Oterma                                              |
| 2847 Parvati        | 1959 CC1     | 1 tháng 2 năm 1959   | Flagstaff                | LONEOS                                                 |
| 2848 ASP            | 1959 VF      | 8 tháng 11 năm 1959  | Brooklyn                 | Đại học Indiana                                        |
| 2849 Shklovskij     | 1976 GN3     | 1 tháng 4 năm 1976   | Nauchnij                 | N. S. Chernykh                                         |
| 2850 Mozhaiskij     | 1978 TM7     | 2 tháng 10 năm 1978  | Nauchnij                 | L. V. Zhuravleva                                       |
| 2851 Harbin         | 1978 UQ2     | 30 tháng 10 năm 1978 | Nanking                  | Purple Mountain Observatory                            |
| 2852 Declercq       | 1981 QU2     | 23 tháng 8 năm 1981  | La Silla                 | H. Debehogne                                           |
| 2853 Harvill        | 1963 RG      | 14 tháng 9 năm 1963  | Brooklyn                 | Đại học Indiana                                        |
| 2854 Rawson         | 1964 JE      | 6 tháng 5 năm 1964   | Cordoba                  | D. McLeish                                             |
| 2855 Bastian        | 1931 TB2     | 10 tháng 10 năm 1931 | Heidelberg               | K. Reinmuth                                            |
| 2856 Röser          | 1933 GB      | 14 tháng 4 năm 1933  | Heidelberg               | K. Reinmuth                                            |
| 2857 NOT            | 1942 DA      | 17 tháng 2 năm 1942  | Turku                    | L. Oterma                                              |
| 2858 Carlosporter   | 1975 XB      | 1 tháng 12 năm 1975  | Cerro El Roble           | C. Torres, S. Barros                                   |
| 2859 Paganini       | 1978 RW1     | 5 tháng 9 năm 1978   | Nauchnij                 | N. S. Chernykh                                         |
| 2860 Pasacentennium | 1978 TA      | 8 tháng 10 năm 1978  | Palomar                  | E. F. Helin                                            |
| 2861 Lambrecht      | 1981 VL2     | 3 tháng 11 năm 1981  | Tautenburg Observatory   | F. Börngen, K. Kirsch                                  |
| 2862 Vavilov        | 1977 JP      | 15 tháng 5 năm 1977  | Nauchnij                 | N. S. Chernykh                                         |
| 2863 Ben Mayer      | 1981 QG2     | 30 tháng 8 năm 1981  | Anderson Mesa            | E. Bowell                                              |
| 2864 Soderblom      | 1983 AZ      | 12 tháng 1 năm 1983  | Anderson Mesa            | B. A. Skiff                                            |
| 2865 Laurel         | 1935 OK      | 31 tháng 7 năm 1935  | Johannesburg             | C. Jackson                                             |
| 2866 Hardy          | 1961 TA      | 7 tháng 10 năm 1961  | Uccle                    | S. J. Arend                                            |
| 2867 Šteins         | 1969 VC      | 4 tháng 11 năm 1969  | Nauchnij                 | N. S. Chernykh                                         |
| 2868 Upupa          | 1972 UA      | 30 tháng 10 năm 1972 | Đài thiên văn Zimmerwald | P. Wild                                                |
| 2869 Nepryadva      | 1980 RM2     | 7 tháng 9 năm 1980   | Nauchnij                 | N. S. Chernykh                                         |
| 2870 Haupt          | 1981 LD      | 4 tháng 6 năm 1981   | Anderson Mesa            | E. Bowell                                              |
| 2871 Schober        | 1981 QC2     | 30 tháng 8 năm 1981  | Anderson Mesa            | E. Bowell                                              |
| 2872 Gentelec       | 1981 RU      | 5 tháng 9 năm 1981   | Harvard Observatory      | Oak Ridge Observatory                                  |
| 2873 Binzel         | 1982 FR      | 28 tháng 3 năm 1982  | Anderson Mesa            | E. Bowell                                              |
| 2874 Jim Young      | 1982 TH      | 13 tháng 10 năm 1982 | Anderson Mesa            | E. Bowell                                              |
| 2875 Lagerkvist     | 1983 CL      | 11 tháng 2 năm 1983  | Anderson Mesa            | E. Bowell                                              |
| 2876 Aeschylus      | 6558 P-L     | 24 tháng 9 năm 1960  | Palomar                  | C. J. van Houten, I. van Houten-Groeneveld, T. Gehrels |
| 2877 Likhachev      | 1969 TR2     | 8 tháng 10 năm 1969  | Nauchnij                 | L. I. Chernykh                                         |
| 2878 Panacea        | 1980 RX      | 7 tháng 9 năm 1980   | Anderson Mesa            | E. Bowell                                              |
| 2879 Shimizu        | 1932 CB1     | 14 tháng 2 năm 1932  | Heidelberg               | K. Reinmuth                                            |
| 2880 Nihondaira     | 1983 CA      | 8 tháng 2 năm 1983   | Geisei                   | T. Seki                                                |
| 2881 Meiden         | 1983 AA1     | 12 tháng 1 năm 1983  | Anderson Mesa            | B. A. Skiff                                            |
| 2882 Tedesco        | 1981 OG      | 26 tháng 7 năm 1981  | Anderson Mesa            | E. Bowell                                              |
| 2883 Barabashov     | 1978 RG6     | 13 tháng 9 năm 1978  | Nauchnij                 | N. S. Chernykh                                         |
| 2884 Reddish        | 1981 ES22    | 2 tháng 3 năm 1981   | Siding Spring            | S. J. Bus                                              |
| 2885 Palva          | 1939 TC      | 7 tháng 10 năm 1939  | Turku                    | Y. Väisälä                                             |
| 2886 Tinkaping      | 1965 YG      | 20 tháng 12 năm 1965 | Nanking                  | Purple Mountain Observatory                            |
| 2887 Krinov         | 1977 QD5     | 22 tháng 8 năm 1977  | Nauchnij                 | N. S. Chernykh                                         |
| 2888 Hodgson        | 1982 TO      | 13 tháng 10 năm 1982 | Anderson Mesa            | E. Bowell                                              |
| 2889 Brno           | 1981 WT1     | 17 tháng 11 năm 1981 | Kleť                     | A. Mrkos                                               |
| 2890 Vilyujsk       | 1978 SY7     | 16 tháng 9 năm 1978  | Nauchnij                 | L. V. Zhuravleva                                       |
| 2891 McGetchin      | 1980 MD      | 18 tháng 6 năm 1980  | Palomar                  | C. S. Shoemaker                                        |
| 2892 Filipenko      | 1983 AX2     | 13 tháng 1 năm 1983  | Nauchnij                 | L. G. Karachkina                                       |
| 2893 Peiroos        | 1975 QD      | 30 tháng 8 năm 1975  | El Leoncito              | Felix Aguilar Observatory                              |
| 2894 Kakhovka       | 1978 SH5     | 27 tháng 9 năm 1978  | Nauchnij                 | L. I. Chernykh                                         |
| 2895 Memnon         | 1981 AE1     | 10 tháng 1 năm 1981  | Anderson Mesa            | N. G. Thomas                                           |
| 2896 Preiss         | 1931 RN      | 15 tháng 9 năm 1931  | Heidelberg               | K. Reinmuth                                            |
| 2897 Ole Römer      | 1932 CK      | 5 tháng 2 năm 1932   | Heidelberg               | K. Reinmuth                                            |
| 2898 Neuvo          | 1938 DN      | 20 tháng 2 năm 1938  | Turku                    | Y. Väisälä                                             |
| 2899 Runrun Shaw    | 1964 TR2     | 8 tháng 10 năm 1964  | Nanking                  | Purple Mountain Observatory                            |
| 2900 Luboš Perek    | 1972 AR      | 14 tháng 1 năm 1972  | Hamburg-Bergedorf        | L. Kohoutek                                            |